# Vårdsätra naturpark
Vårdsätra naturpark är ett naturreservat i Uppsala kommun i Uppsala län.
Området är naturskyddat sedan 1912 och är 6 hektar stort. Reservatet består av gammal beteshage som nu är en mycket tät ädellövskog med flera jätteekar och gamla jättealmar.
Bakgrunden är att Professor Sernander ville undersöka vad som händer om en  besteshag lämnas helt orörd. Så sedan  reservatet bildats har inget gjort, och det råder tillträdesförbud hela året. Resultatet är en mycket tät ädellövskog som nu är i ett skifte efter att många äldre träd dött i almsjukan.
Uppsala kommun har anlagt en Vårdsätra strandpromenad längs vattnet.